# (5986) Xenophon
(5986) Xenophon es un asteroide perteneciente al cinturón de asteroides, región del sistema solar que se encuentra entre las órbitas de Marte y Júpiter, descubierto el 2 de octubre de 1969 por Paul Wild desde el Observatorio de Berna-Zimmerwald, Berna, Suiza.

## Designación y nombre
Designado provisionalmente como 1969 TA. Fue nombrado Xenophon en homenaje al noble ateniense Jenofonte, alumno e intérprete de Sócrates, historiador, agricultor y oficial militar que vivió entre 440 y 354 a. C. Debido a su apoyo a la cultura y la política espartanas, fue exiliado de Atenas. Participó en una expedición militar contra el rey persa Artajerjes y, después de su derrota cerca de Babilonia en el 401 a. C., prevaleció para liderar al ejército de 10.000 mercenarios griegos a salvo a través de las montañas de Asia Menor, una gran hazaña descrita en su famoso libro Anabasis.

## Características orbitales
Xenophon está situado a una distancia media del Sol de 2,370 ua, pudiendo alejarse hasta 2,656 ua y acercarse hasta 2,083 ua. Su excentricidad es 0,120 y la inclinación orbital 7,461 grados. Emplea 1332,86 días en completar una órbita alrededor del Sol.

## Características físicas
La magnitud absoluta de Xenophon es 12,9. Tiene 8,208 km de diámetro y su albedo se estima en 0,199. 